# Манакін-вертун
Манакін-вертун (Neopelma) — рід горобцеподібних птахів родини манакінових (Pipridae). Включає 5 видів.

## Назва
Назва Neopelma походить від грецьких слів νεος «новий, інший» і πελματος «підошва стопи».

## Поширення
Представники роду поширені в Південній Америці, де вони трапляються від східної Колумбії, південної Венесуели та Гвіани, через Амазонку до тропічних районів східного Перу та на північ від Болівія і до південно-східного узбережжя Бразилії.

## Опис
Манакіни цього роду — група птахів оливкового кольору, дуже тьмяних, темних і непомітних, що мешкають у підліску лісів; всі п'ять видів по суті алопатричні. Вони сягають від 13 до 14 см у довжину.

## Види
- Манакін-вертун золотолобий (Neopelma aurifrons)
- Манакін-вертун золоточубий (Neopelma chrysocephalum)
- Манакін-вертун бамбуковий (Neopelma chrysolophum)
- Манакін-вертун білочеревий (Neopelma pallescens)
- Манакін-вертун жовточеревий (Neopelma sulphureiventer)